# Кулики (Дзержинский район)
Кулики́ (бел. Кулікі́) — деревня в составе Боровского сельсовета Дзержинского района Минской области Беларуси. Деревня расположена в 17 километрах от Дзержинска, 51 километрах от Минска и 19 километрах от железнодорожной станции Койданово.

## История
Известна в Великом княжестве Литовском с конца XVII века. В 1620 году деревня в составе Койдановского графства Минского повета, владение Радзивиллов. После второго раздела Речи Посполитой (1793 год) в составе Российской империи. В 1800 году — 5 дворов, 23 жителя, в составе Рубежевичской волости, владение Доминика Радзивилла.
Во 2-й половине XIX—начале XX века принадлежала  помещику Ю. и Р. Осиповичам, деревня находилась в Койдановской волости Минского уезда Минской губернии. В 1870 году проживал 14 жителей мужского пола. В 1897 году, по данным первой всероссийской переписи в деревне — 6 дворов, 37 жителей, в одноимённом имении — 17 жителей, в односелении — 1 двор, 4 жителя, принадлежали Батрашевичам и Босаревским. В 1917 году насчитывается 12 хозяйств, проживают 74 жителя, в составе Великосельской волости того же уезда.
С 20 августа 1924 года, деревня — центр Полоневичского сельсовета (в 1931—1937 годах — национального польского сельсовета) Койдановского (с 1932 года — Дзержинского) района Минского округа. С 31 июля 1937 года в составе Минского района, с 4 февраля 1939 года снова в составе Дзержинского района, с 20 февраля 1938 года в составе Минской области. В 1926 году — в деревне 13 дворов, 57 жителей, в фольварке 5 дворов, 11 жителей, на хуторе 2 двора, 9 жителей. В годы коллективизации был создан колхоз. В бывшем панском имении Кулики размещалась Попчанская сельская школа (с 1925 году — 40 учеников), действовал краеведческий музей. Во время коллективизации организован колхоз «Красный партизан». 
Во время Великой Отечественной войны с 28 июня 1941 года по 7 июля 1944 года Кулики были оккупированы немецко-фашистскими захватчиками, на фронте погибли 4 сельчанина. 16 июля 1954 года деревня была передана из состава упразднённого Полоневичского сельсовета в состав Боровского сельсовета. В 1960 году — 59 жителей, входила в колхоз «Маяк». В 1991 году — 8 хозяйств, 15 жителей. В 2009 года в составе ОАО «Маяк-78».

## Население
| Численность населения (по годам) | Численность населения (по годам) | Численность населения (по годам) | Численность населения (по годам) | Численность населения (по годам) | Численность населения (по годам) | Численность населения (по годам) | Численность населения (по годам) | Численность населения (по годам) |
| 1800                             | 1897                             | 1909                             | 1917                             | 1926                             | 1960                             | 1991                             | 1996                             | 1999                             |
| -------------------------------- | -------------------------------- | -------------------------------- | -------------------------------- | -------------------------------- | -------------------------------- | -------------------------------- | -------------------------------- | -------------------------------- |
| 23                               | ↗58                              | ↗78                              | ↘74                              | ↗77                              | ↘59                              | ↘15                              | ↘13                              | ↘11                              |
| 2004                             | 2009                             | 2017                             | 2018                             | 2020                             | 2022                             |                                  |                                  |                                  |
| ↘5                               | ↗7                               | ↗8                               | ↗9                               | ↘3                               | →3                               |                                  |                                  |                                  |